# ميراندا دي إيبرو
بلدية ميرندة إبرة (بالإسبانية: Miranda de Ebro)‏، هي إحدى بلديات مقاطعة برغش، التي تقع في منطقة قشتالة وليون، والتي تقع في شمال غرب إسبانيا، وتقع على نهر إيبرو، وفي شمال شرق محافظة برغش، وشمال إسبانيا على حدود مقاطعة ألافا الإسبانية،
يبلغ عدد سكانها 39.589  نسمة وفقاً لإحصائية سنة (2007)، وهي ثاني أكبر مدينة بمقاطعة برغش تعداداً للسكان بعد مدينة برغش وتبلغ مساحتها 101 كم2، وبذلك تكون الكثافة السكانية 391،97 نسمة/كم2. وتقع على ارتفاع 471 م عن سطح البحر، وموقع المدينة استراتيجي لأنها تبعد 80 كيلومتر عن 4 مدن مهمة هي : بلباو وبرغش ولوغرونو وفيتوريا-غاستيز

## توأمة
لمرندة إبرة اتفاقيات توأمة مع:
- فييرزو

## أعلام
- فيكتور غارسيا
- أسيير باراهونا بريجون
- أينيغو لوبيز دي مندوزا إي زونيغا
- جون فيغا

## وصلات خارجية
- موقع رسمي